# حیوانات (فیلم ۱۹۹۸)
حیوانات (به انگلیسی: Animals) فیلمی محصول سال ۱۹۹۸ و به کارگردانی مایکل دی جیاکومو است. در این فیلم بازیگرانی همچون تیم راث، میلی آفیتال، جان تورتورو، باربارا بین، راد استایگر، میکی رونی، لوتر بلوتو، ژاک ارلن و او-لن جونز ایفای نقش کرده‌اند.